# Collonges-et-Premières
Collonges-et-Premières és un municipi francès situat al departament de la Costa d'Or i a la regió de Borgonya - Franc Comtat. Es crea el 28 de febrer de 2019, amb l'estatus de municipi nou, a partir de la fusió de Collonges-lès-Premières i Premières, que esdevenen municipis delegats. El 2021 tenia 1.062 habitants.